# Piava-vermelha
Leporinus copelandii (nome comun: piava-vermelha) é uma espécie de peixe Leporinus.